# 그리스의 세 여신
그리스의 세 여신(Een griekse tragedie, A Greek Tragedy)은 벨기에에서 제작된 니콜 반 괴템 감독의 1985년 애니메이션, 코미디 영화이다. 제59회 아카데미상 시상식에서 아카데미 단편 애니메이션상을 수상했다.